# Kalamari
Kalamari er en slovensk musikgruppe.

## Eurovision Song Contest 2010
Den 21. februar 2010 vandt Kalamari den slovenske nationale udtagelseskonkurrence til Eurovision Song Contest 2010 i Oslo, med sangen "Narodnozabavni rock". Sangen blev stemt ud i anden semifinale, og kom derfor ikke i finalen den 29. maj.
| Musikgruppe | Spire Denne artikel om en musikgruppe er en spire som bør udbygges. Du er velkommen til at hjælpe Wikipedia ved at udvide den. |